# Själevad, Mo och Björna pastorat
Själevad, Mo och Björna pastorat var ett pastorat i Örnsköldsviks kontrakt i stiftet Härnösands stift i Svenska kyrkan. Pastoratet uppgick 1 januari 2022 i Örnsköldsviks södra pastorat.
Pastoratskoden var 100601.
Pastoratet bildades 1962 och omfattade följande församlingar:
- Själevads församling
- Mo församling
- Björna församling från 2001